# Levina (cantora)
Isabella Lueen (Bona, Alemanha, 4 de dezembro de 1991) é uma cantora alemã que representou o seu país, a Alemanha, no Festival Eurovisão da Canção em 2017.